# بیوشیمی

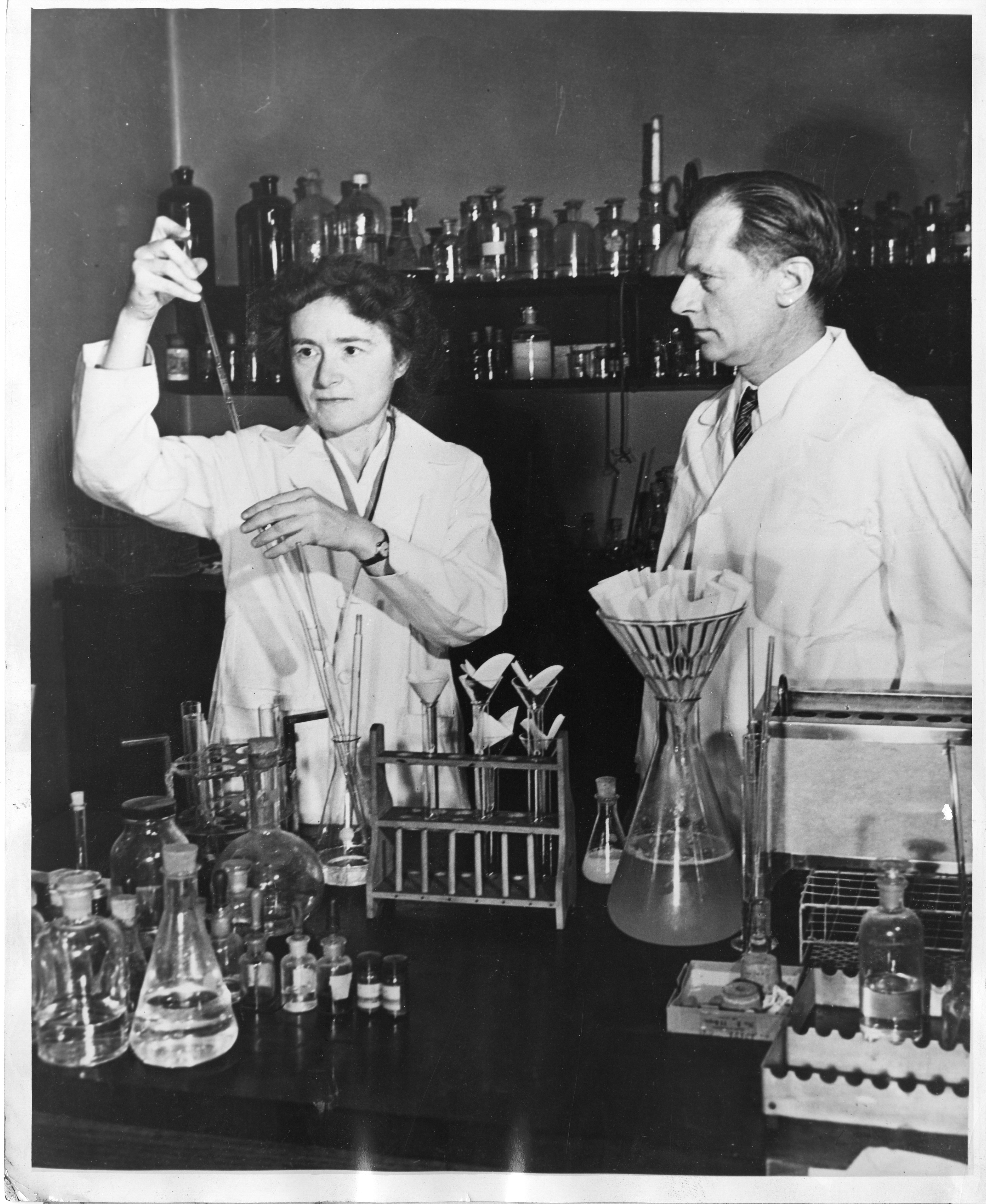
جرتی کوری و کارل فردیناند کوری برنده مشترک جایزه نوبل پزشکی و فیزیولوژی ۱۹۴۷ بخاطر کشف سیکل کوری در مؤسسه یادبود راسول پارک

زیست‌شیمی یا بیوشیمی، (به فرانسوی: Biochimie) مطالعهٔ فرایندهای شیمیایی در جانداران است. بیوشیمی با ساختار و عمل‌کرد اجزای سلولی مثل پروتئین‌ها، کربوهیدرات‌ها، لیپیدها، اسیدهای‌نوکلئیک، و گونه‌های دیگر زیست‌مولکول‌ها سروکار دارد. هدف زیست‌شیمی پاسخ‌دادن به سؤال‌هایی است که از زیست‌شیمی ناشی می‌شوند. دانش زیست‌شیمی که در آن از روش‌های شیمی‌دانان برای درک و شناخت فرایندهای زیستی که درون جانداران روی می‌دهد، استفاده می‌شود، دارای اهمیت روزافزونی است؛ همه گیاهان و جانوران از ترکیب‌های شیمیایی ساخته‌شده‌اند و وظیفهٔ زیست‌شیمی‌دانان آن است که ساختمان این مواد و نقش آن‌ها را در حیات موجودات زنده بررسی و شناسایی کنند. کربوهیدرات‌ها، لیپیدها و اسیدهای نوکلئیک مانند DNA تنها شماری از مولکول‌های شیمیایی هستند که موضوع مطالعهٔ زیست‌شیمی‌دانان به‌شمار می‌آید. در یکی از شاخه‌های این علم از این مطالعات برای تولید واکسن‌های مقابله‌کننده با بیماری‌های ویروسی مانند اوریون استفاده می‌شود. زیست‌شیمی در زمینهٔ درمان بیماری‌هایی چون ایدز و سرطان نیز به‌کار می‌رود.

## تاریخچه
در روزگار قدیم باور بر این بود که حیات و عناصر مرتبط با آن دارای مواد یا عناصر ضروری هستند که متمایز از عناصر مواد بی جان می‌باشند و تصور می‌شد که تنها جانداران توانایی ساختن زیست‌مولکول‌ها را دارند؛ اما در سال ۱۸۳۳ فریدریش وهلر مقاله‌ای با موضوع سنتز اوره منتشر کرد و ثابت کرد مواد آلی نیز می‌توانند به صورت مصنوعی ساخته شوند.
شروع علم بیوشیمی ممکن است در زمان کشف اولین آنزیم یعنی آمیلاز توسط Anselme Payen در سال ۱۸۳۳ باشد. گرچه به نظر می‌رسد نخستین‌بار در همین سال از واژهٔ بیوشیمی استفاده شده‌است اما عموماً معتقدند که کشف این دانش به‌طور رسمی در سال ۱۹۰۳ توسط Carl Neuberg شیمی‌دان آلمانی انجام شده‌است. از آن زمان تا به‌حال با کمک تکنیک‌های مختلف، پیشرفت زیادی در بیوشیمی رخ داده‌است که منجر به کشف و آنالیز مولکول‌های حیاتی مختلف شده‌است. یک اتفاق مهم دیگر در تاریخ بیوشیمی کشف ژن و نقش آن در سلول است. این بخش از بیوشیمی زیست‌شناسی مولکولی نامیده می‌شود.
حوزه عملکرد بیوشیمی در سه سطح فیزیکی شیمیایی و سلولی ملکولی می‌باشد.

## مولکول‌های حیات
مولکول‌های تشکیل‌دهنده حیات شامل کربوهیدرات‌ها، لیپیدها (چربی‌ها)، پروتئین‌ها و نوکلئیک اسیدها می‌باشد. بسیاری از مولکول‌های زیست‌شناختی بَسپار هستند. در این اصطلاح، تکپارها درشت مولکول‌های نسبتاً کوچکی هستند که برای ایجاد درشت مولکول‌های بزرگتر به نام بَسپار به یکدیگر متصل می‌شوند. هنگامی که تکپارها برای سنتز یک بَسپار زیست‌شناختی به یکدیگر متصل می‌شوند، تحت فرآیندی به نام سنتز قرار می‌گیرند.

### کربوهیدرات‌ها
دو مورد از وظایف اصلی کربوهیدرات‌ها ذخیره انرژی و ایجاد ساختار است. ساده‌ترین نوع کربوهیدرات، مونوساکارید است که از کربن، هیدروژن و اکسیژن تشکیل شده‌است (معمولا به نسبت ۱:۲:۱). گلوکز (C6H12O6) یکی از مهم‌ترین کربوهیدرات‌ها است. سایرین عبارت اند از فروکتوز (C6H12O6)، قندی که معمولاً با طعم شیرین میوه‌ها مرتبط است و دئوکسی ریبوز (C5H10O4) که جزء اصلی مولکول DNA است.
دو مونوساکارید را می‌توان توسط یک پیوند گلیکوزیدی به یک دی ساکارید تبدیل کرد. واکنش معکوس که در آن پیوند گلیکوزیدی یک دی ساکارید به دو مونوساکارید شکسته می‌شود، هیدرولیز نامیده می‌شود. شناخته‌شده‌ترین دی ساکارید ساکارز یا شکر معمولی است که از یک مولکول گلوکز و یک مولکول فروکتوز تشکیل شده‌است. دی ساکارید مهم دیگر لاکتوز موجود در شیر است که از یک مولکول گلوکز و یک مولکول گالاکتوز تشکیل شده‌است. لاکتوز توسط لاکتاز تجزیه می‌شود و کمبود این آنزیم باعث عدم تحمل لاکتوز می‌شود.

### لیپیدها
تری گلیسیریدها، گروه اصلی لیپیدها، از یک مولکول گلیسرول و سه اسید چرب بوجود می‌آیند. لیپیدها بخشی جدایی ناپذیر از رژیم غذایی روزانه ما هستند. بیشتر روغن‌ها و فرآورده‌های لبنی که برای پخت و پز و خوردن استفاده می‌کنیم مانند کره، پنیر و غیره از چربی تشکیل شده‌اند. روغن‌های گیاهی سرشار از اسیدهای چرب غیراشباع (PUFA) هستند. غذاهای حاوی لیپید در بدن هضم می‌شوند و به اسیدهای چرب و گلیسرول تجزیه می‌شوند که محصولات نهایی تجزیه چربی‌ها و لیپیدها هستند. لیپیدها، به ویژه فسفولیپیدها، همچنین در محصولات دارویی مختلف، یا به عنوان حل کننده کمکی (مثلاً در انفوزیون تزریقی) یا به عنوان اجزای حامل دارو استفاده می‌شوند.

### پروتئین‌ها

ساختار اسید آمینه

پروتئین‌ها مولکول‌های بسیار بزرگی هستند - ماکرو بیوپلیمرها - که از مونومرهایی به نام اسیدهای آمینه ساخته شده‌اند. اسید آمینه شامل یک اتم کربن متصل به یک گروه آمینه NH2، یک گروه اسید کربوکسیلیک COOH، یک اتم هیدروژن ساده و یک زنجیره جانبی است که معمولاً با "R" نشان داده می‌شود. زنجیره جانبی "R" برای هر اسید آمینه متفاوت است که حدود ۲۰ اسید آمینه مختلف را ایجاد می‌کند. این گروه "R" است که هر اسید آمینه را متفاوت ساخته و خواص زنجیره‌های جانبی تا حد زیادی بر ساختار کلی و سه بعدی یک پروتئین تأثیر می‌گذارد.
ساختار پروتئین‌ها به‌طور سنتی در یک سلسله مراتب از چهار سطح توصیف می‌شود. ساختار اولیه یک پروتئین از توالی خطی اسیدهای آمینه آن تشکیل شده‌است. به عنوان مثال، "آلانین - گلیسین - تریپتوفان - سرین - گلوتامات - آسپاراژین - گلیسین - لیزین - ...". ساختار ثانویه مربوط به مورفولوژی موضعی است. برخی از ترکیبات آمینو اسیدها در یک مارپیچ به نام مارپیچ آلفا و بعضی به شکل ورقه ای به نام ورقه بتا خم می‌شوند. مارپیچ‌های آلفا را می‌توان در هموگلوبین مشاهده کرد. ساختار سوم شکل سه بعدی پروتئین است. این شکل توسط توالی اسیدهای آمینه تعیین می‌شود. در واقع یک تغییر می‌تواند کل ساختار را تغییر دهد. زنجیره آلفای هموگلوبین حاوی ۱۴۶ اسید آمینه است ولی جایگزینی گلوتامات در موقعیت ۶ با والین رفتار هموگلوبین را چنان تغییر می‌دهد که منجر به بیماری می‌شود. در نهایت، ساختار چهارم مربوط به نحوه اتصال چند قسمت یا زیر واحد برای تشکیل شکل نهایی است.

### اسیدهای نوکلئیک

ساختار نوکلئوتید

اسیدهای نوکلئیک در هسته‌های سلولی فراوان هستند. آنها ماکرومولکول‌های بیوشیمیایی پیچیده و با وزن مولکولی بالا هستند که می‌توانند اطلاعات ژنتیکی را در سلول‌های زنده و ویروس‌ها منتقل کنند. اسیدهای نوکلئیک از نوکلئوتیدها تشکیل می‌شوند که خود از سه جزء تشکیل شده‌است: یک پایه هتروسیکلیک نیتروژنی (پورین یا پیریمیدین)، یک قند پنتوز، و یک گروه فسفات. رایج‌ترین اسیدهای نوکلئیک اسید دئوکسی ریبونوکلئیک (DNA) و اسید ریبونوکلئیک (RNA) هستند.